# High School Musical (album)
High School Musical är soundtracket till filmen High School Musical.

## Låtlista
1. Start of Something New (Zac Efron & Vanessa Hudgens)^
2. Getcha Head in the Game (Zac Efron)^
3. What I've Been Looking For (Ashley Tisdale & Lucas Grabeel)
4. What I've Been Looking For (Reprise) (Zac Efron & Vanessa Hudgens)^
5. Stick to the Status Quo (High School Musical Cast)
6. When There Was Me and You (Vanessa Hudgens)
7. Bop to the Top (Ashley Tisdale & Lucas Grabeel)
8. Breaking Free (Zac Efron & Vanessa Hudgens)^
9. We're All in This Together (High School Musical Cast)^
10. I Can't Take My Eyes Off of You (Zac Efron, Vanessa Hudgens, Ashley Tisdale, & Lucas Grabeel)^
11. Get'cha Head in the Game (B5)
12. Start of Something New (Karaoke version)*
13. Breaking Free (Karaoke version)*

^Drew Seeley sjunger istället för Zac. Men hans namn står inte på soundtracket.